# Мар'янівка (Миколаївська селищна громада)
Мар'я́нівка — село Миколаївської селищної громади у Березівському районі Одеської області в Україні. Населення становить 115 осіб.

## Населення
Згідно з переписом УРСР 1989 року чисельність наявного населення села становила 450 осіб, з яких 206 чоловіків та 244 жінки.
За переписом населення України 2001 року в селі мешкало 116 осіб.

### Мова
Розподіл населення за рідною мовою за даними перепису 2001 року:
| Мова       | Відсоток |
| ---------- | -------- |
| українська | 86,09 %  |
| молдовська | 10,43 %  |
| російська  | 3,48 %   |